# Marian Gilarski
Marian Gilarski (ur. 14 marca 1912 w Ostrowie Wielkopolskim, zm. 5 sierpnia 1984) – polski urzędnik, działacz komunistyczny, przewodniczący prezydium Miejskiej Rady Narodowej w Ostrowie Wielkopolskim w latach 1958-1969.

## Życiorys
Był synem Stanisława, szewca, i Franciszki de domo Szymańskiej. Ukończył sześć klas w ostrowskim gimnazjum męskim, a także kurs Państwowego Zakładu Higieny dla kontrolerów sanitarnych. W latach 1930–1939 był urzędnikiem magistratu. W czasie II wojny światowej pracował fizycznie. Natychmiast po zakończeniu okupacji niemieckiej powrócił do pracy w urzędzie miejskim, gdzie objął stanowisko kierownika wydziału przemysłowego.
W 1947 roku wstąpił do Polskiej Partii Socjalistycznej, a dwa lata później do Polskiej Zjednoczonej Partii Robotniczej. W latach 1947-1950 kierował związkiem zawodowym pracowników ostrowskiego samorządu. W 1948 roku objął stanowisko szefa wydziału społeczno-administracyjnego w prezydium rady narodowej. Po dwóch latach został dyrektorem nowo utworzonego Miejskiego Handlu Detalicznego Artykułami Przemysłowo-Spożywczym – przedsiębiorstwa, którego zadaniem była likwidacja sklepów prywatnych.
W wyniku odwilży październikowej, która w Ostrowie Wielkopolskim spowodowała dymisję członków prezydium rady narodowej, po dwunastogodzinnym posiedzeniu został 28 listopada 1956 roku wybrany w skład nowego prezydium. Dwa lata później został jego przewodniczącym.

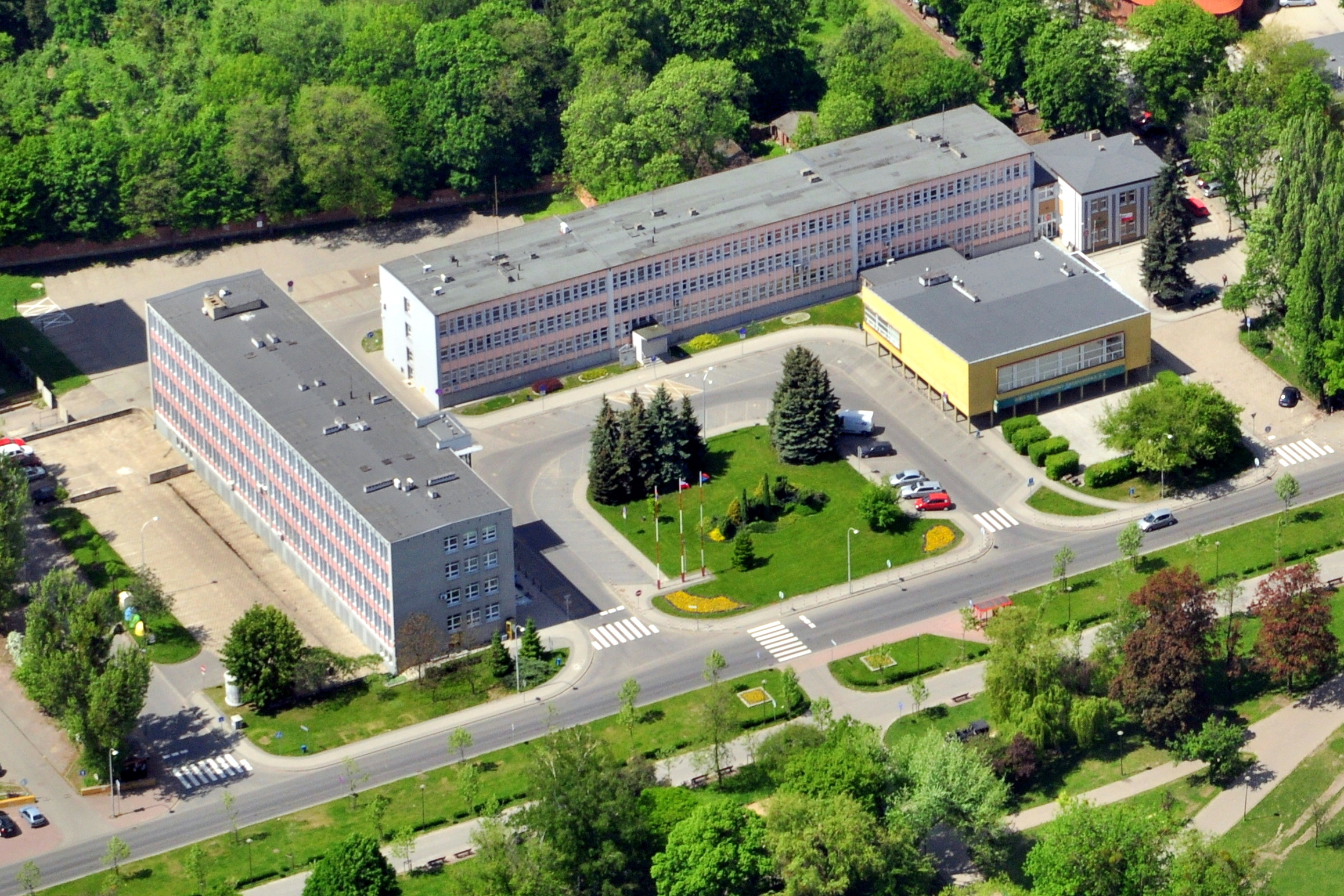
Siedziby Urzędu Miejskiego i Starostwa Powiatowego w Ostrowie Wielkopolskim (widok współczesny)

Następne 11 lat stanowiło w historii miasta "epokę Gilarskiego". Na czas pełnienia przezeń funkcji przypadły obchody Tysiąclecia Państwa Polskiego. W Ostrowie Wielkopolskim powstały szkoły-tysiąclatki (m.in. Szkoła Podstawowa nr 9), budynek szpitala przy ul. Limanowskiego, a także modernistyczny kompleks budynków magistratu (na zdjęciu). Przebudowano ponadto dworzec PKP. Nasyp, którym biegnie ulica Kopernika, łącząca wiadukt odolanowski z ostrowskim Majdanem, bywa nazywany "wałami Gilarskiego".
Ponownie wybierany na stanowisko przewodniczącego prezydium w roku 1961 i 1965. W kwietniu 1969 odszedł z władz miasta. Został szefem Ostrowskiego Przedsiębiorstwa Przemysłu Terenowego. Od 1977 roku na emeryturze.
Zmarł 5 sierpnia 1984 roku. Spoczął na cmentarzu przy ul. Limanowskiego.